# Pérenchies
Pérenchies è un comune francese di 8 039 abitanti situato nel dipartimento del Nord nella regione dell'Alta Francia.

## Società

### Evoluzione demografica
Abitanti censiti